# Neohirasea guangdongensis
Neohirasea guangdongensis är en insektsart som beskrevs av Chen, S.C. och Yun He He 2008. Neohirasea guangdongensis ingår i släktet Neohirasea och familjen Phasmatidae. Inga underarter finns listade i Catalogue of Life.